# Бай Олексій Михайлович
Олексі́й Миха́йлович Ба́й (1976 —2022) — український військовослужбовець, учасник російсько-української війни.

## Нагороди
- Орден «За мужність» III ступеня[1].